# 聖ゼノビウスの生涯の場面

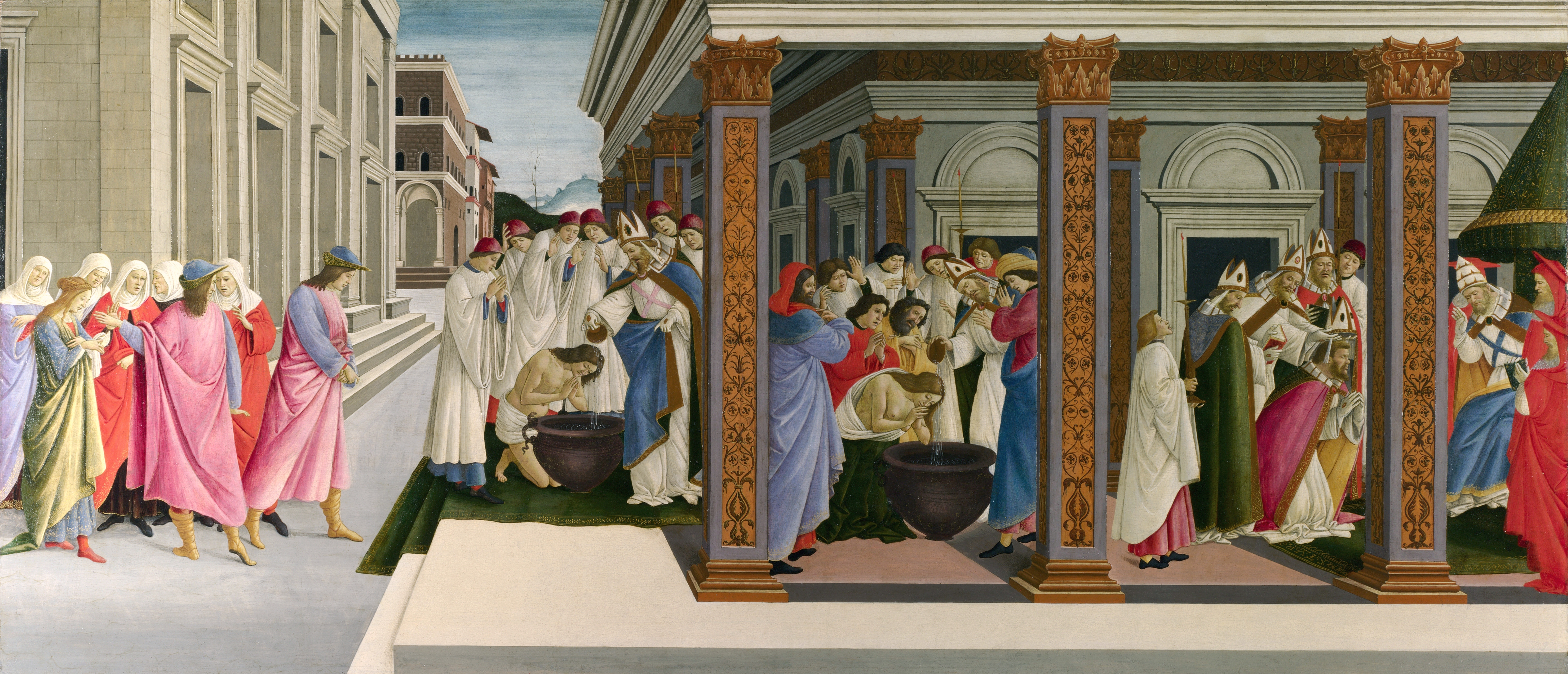
『聖ゼノビウスの青年期の4つの場面』、66.5 x 149.5cm、ナショナル・ギャラリー (ロンドン)

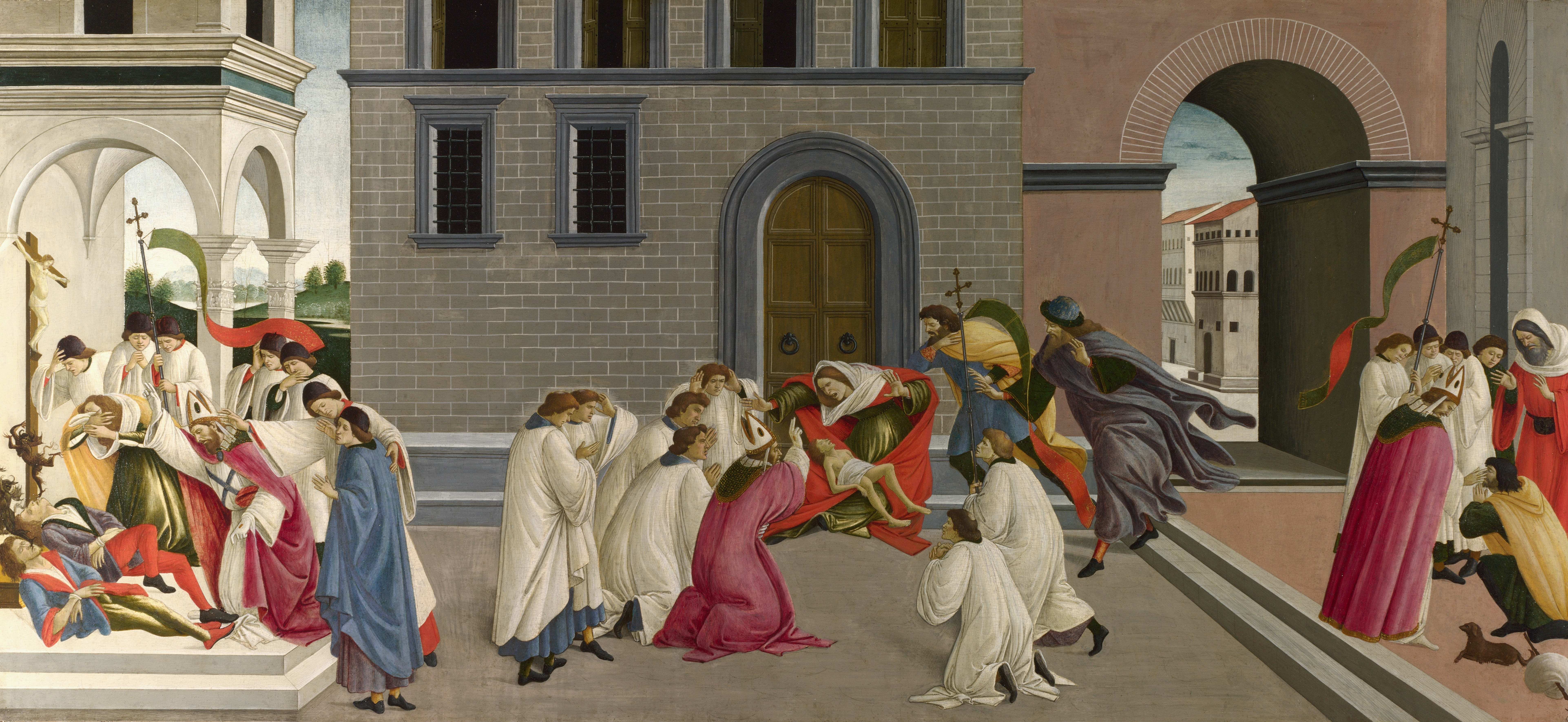
『聖ゼノビウスの3つの奇跡』、66.5 x 149.5cm、ナショナル・ギャラリー (ロンドン)

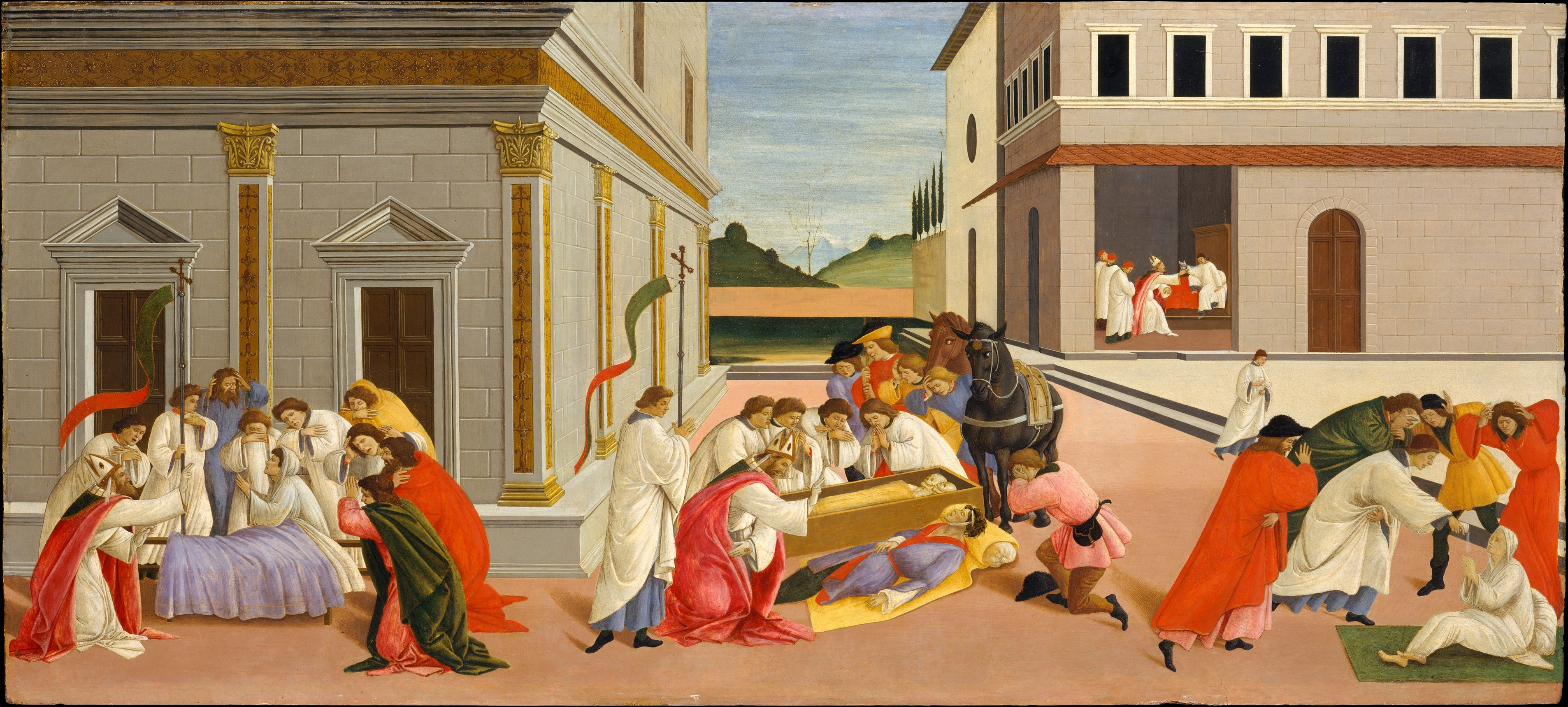
『聖ゼノビウスの3つの奇跡』、67.3 x 150.5cm、メトロポリタン美術館 (ニューヨーク)

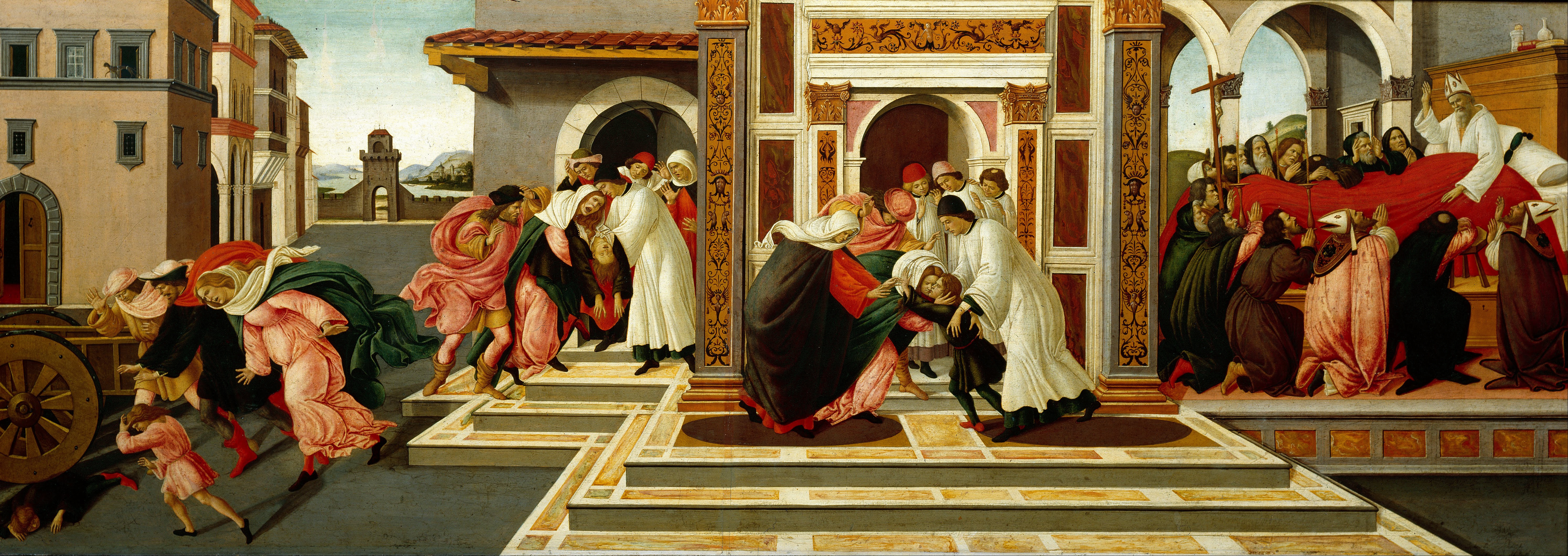
『3つの場面に表された奇跡と聖ゼノビウスの死』、66 x 182cm、アルテ・マイスター絵画館 (ドレスデン)

『聖ゼノビウスの生涯の場面』（せいゼノビウスのしょうがいのばめん、英: Scenes from the Life of Saint Zenobius）は、イタリアのルネサンス期の巨匠、サンドロ・ボッティチェッリによる連作絵画である。連作の4枚の板絵が現存し、現在3つの異なる美術館に所蔵されている。それぞれが、おそらく417年に亡くなったフィレンツェの初期の司教、聖ゼノビウスの生涯からの3つ以上の出来事を描いている。作品はすべて板上にテンペラで描かれている。高さは約66cmだが、長さはかなり異なっており、約149cmから182cmである。
この連作絵画はボッティチェッリの画業の最後の段階、おそらく1500年から1505年ごろに制作されたというのが一般的な見解である。 一部の研究者は、連作を画家の現存作品中、おそらく最後に制作されたものであると見なしている。

## 奇跡の物語
ロンドンのナショナル・ギャラリーには2点の板絵がある。これらの1つ、『聖ゼノビウスの青年期の４つの場面』は左から右に以下の出来事を表している。1) 聖ゼノビウスは両親が選んだ花嫁を拒否し、その後立ち去る。2) 聖ゼノビウスが洗礼を受けている。3) 聖ゼノビウスの母親がフィレンツェの司教から洗礼を受けている。4) 聖ゼノビウスは、ローマで教皇ダマスス1世によってフィレンツェの司教として聖別されている。 2点目のロンドンの板絵は、『聖ゼノビウスの3つの奇跡』を表しており、3つの場面が描かれている。左側では、2人の青年が母親を酷く扱い、彼女に呪われていた。聖ゼノビウスは彼らにエクソシスムを施す。中央で聖ゼノビウスは「ガリアの高貴な女性」の息子を生き返らせる。実は、女性がローマへの巡礼をしている間、彼女は息子を司教に任せていたが、息子は死んでしまったのである。右側の大聖堂の外では、聖ゼノビウスは、キリスト教徒になることを約束していた盲人の乞食の視力を回復させる。
ニューヨークのメトロポリタン美術館にも、さらに『聖ゼノビウスの3つの奇跡』と呼ばれる板絵がある。左側で、聖ゼノビウスは青年の葬列に遭遇し、青年を生き返らせている。中央で、聖ゼノビウスは聖人の遺物をアペニン山脈に運んだ運搬者（棺桶の中の骸骨として示されている）の死を嘆いている一群を見つけ、遺物の助けを借りて運搬者を生き返らせている。右側には、エウジェニウス（聖人にもなった）と呼ばれる司教が3回表されている。司教の宮殿の内部で、聖ゼノビウスは司教に塩水の入ったカップを与え、司教はそれを運ぶ。そして、司教は、死の前の典礼を受けていなかった女性の親戚に塩水を投与し、彼女は生き返る。
ドレスデンのアルテ・マイスター絵画館には、『3つの場面に表された奇跡と聖ゼノビウスの死』を描いている板絵があり、1つの奇跡が左から右へ3つの場面で示されている。少年が荷車に轢かれて殺され、取り乱した未亡人の母親は少年を教会に連れて行く。少年は聖ゼノビウスの祈り（描かれていない）によって蘇り、母親と再びいっしょになる。右には、死の床にいる聖ゼノビウスが描かれている。
マーティン・デイヴィスを含む一部の学者は、現存している連作は完全なものではないかもしれないと考えた。というのは、聖ゼノビウスのよりよく知られている奇跡がこれらの連作には表されていないからである。その奇跡というのは、聖ゼノビウスの棺に触れた枯れたニレが一気に蘇り、葉を茂らせというものである。しかしのちに、聖ゼノビウスに関するさまざまな文献のなかでクレメンテ・マッツァ修道僧が書いた『聖ゼノビウスの生涯』（1475年）がこの連作の典拠であることが同定されると、不完全説は用いられなくなった。絵画はマッツァ修道僧の著作の物語の展開、細部、章の分割に明確に従っており、出来事の展開に欠けているところはない。

## 様式と文脈

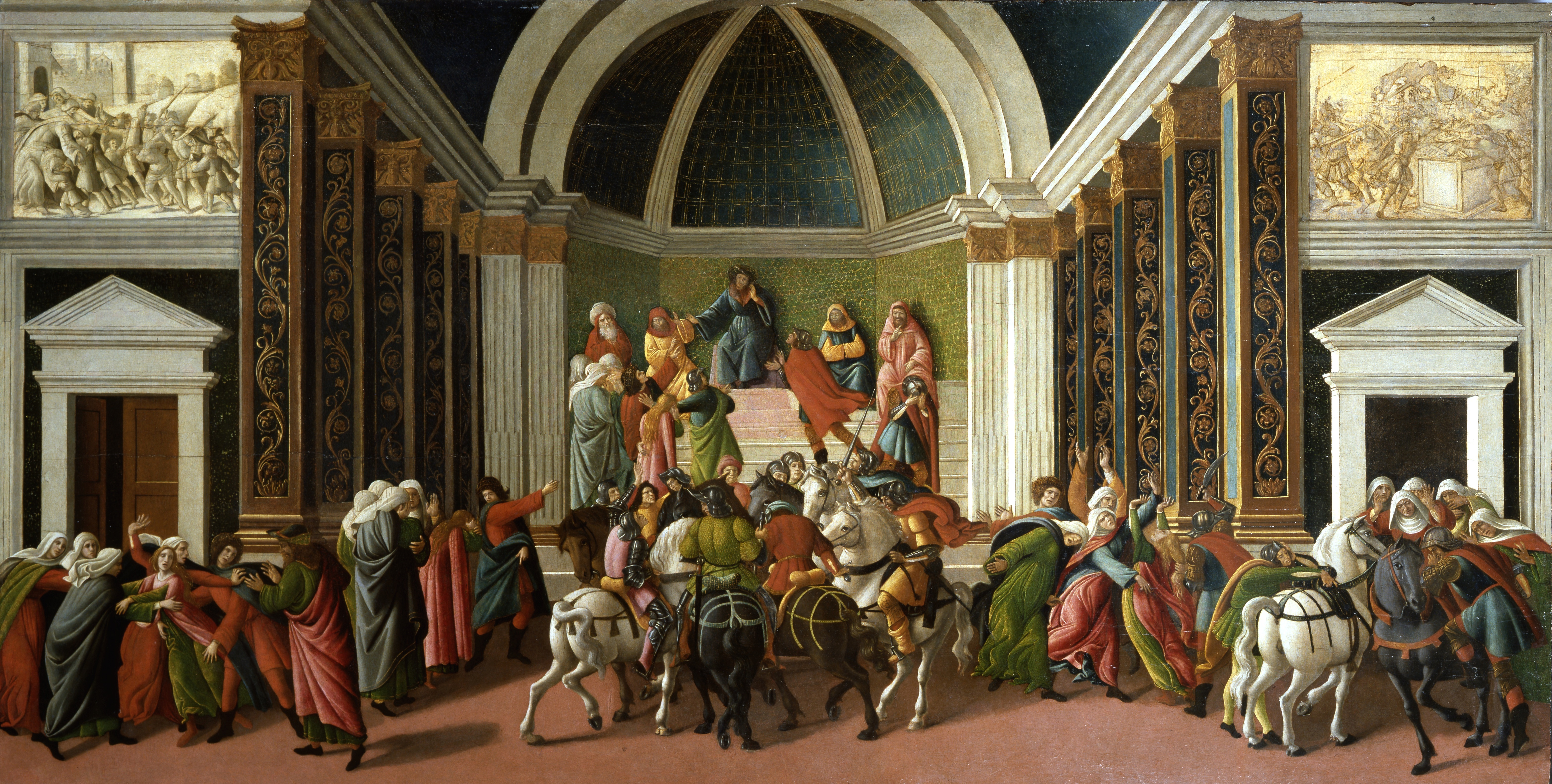
『ウェルギニアの物語』、アカデミア・カッラーラ（86 x 165cm）

苦悩で歪められた人物と建築の背景への関心を備えた、いくぶん劇的な様式の作品は、ボッティチェッリの晩年に典型なものである。工房の助手たちの関与について、さまざまな度合いが想定されている。洗礼を受けているゼノビウスの、大部分裸体の描写は貧弱で、腕は胴体には小さすぎ、足は奇妙である。
この連作は、同時期に制作されたいまひとつの連作とよい比較対象である。すなわち、ベルガモのアカデミア・カッラーラにある『ウェルギニアの物語』（86 x 165cm）、そして、ボストンのイザベラ・スチュワート・ガードナー美術館にある『ルクレティアの物語』（84 x 177cm）である。これらの作品は聖ゼノビウスの連作より少し大きいサイズで、描写は人物、衣装、建築ともより精巧である。
建築は同時代のフィレンツェの様式を示しており、360〜415年ごろの都市を描くのに適切というわけではない。豪奢な建物にグロテスク装飾を用いていることは注目に値する。ボッティチェッリはローマの建築様式を非常に効果的に把握していたため、ローマを訪れたのではないかと考えられている。ネロの黄金宮殿は、1480年ごろ、おそらく1500年の聖年のために発掘され、再発見されていた。聖ゼノビウスの青年期を描いているロンドンの板絵では、右側の豪奢な建物は、初期のフィレンツェ大聖堂 (洗礼式の場面）と旧サン・ピエトロ大聖堂 (教皇による聖別の場面) の両方を表している。
聖職者は基本的に同時代の聖職者の服を着ているが、信徒のほとんどは「象徴的」衣装、すなわち、ルネサンス時代に古代のものと考えられていた衣服を身に着けている。例外は、ポーター、少年、使用人が身に着けている短い上着を含む当時の服装である。当時の男性の衣装の要素、特に上流階級の人物の「対照的な折り返し、またはターバンの形をした王冠が付いた、金の刺繡のある尖った帽子」は、1500年にはどちらかといえば時代遅れとなっていた。

## 顔料分析
ロンドンのナショナル・ギャラリーにある2点の絵画は、最近調査された  。色素分析により、群青を除いて、イタリア・ルネサンス期の絵画に一般的な色素が明らかになった。ボッティチェッリは、赤い衣服には赤の色素および朱色を使用し、他にアズライト、鉛錫黄色、鉛白、 黄土色 、人工の孔雀石（緑青）を用いた。

## 来歴

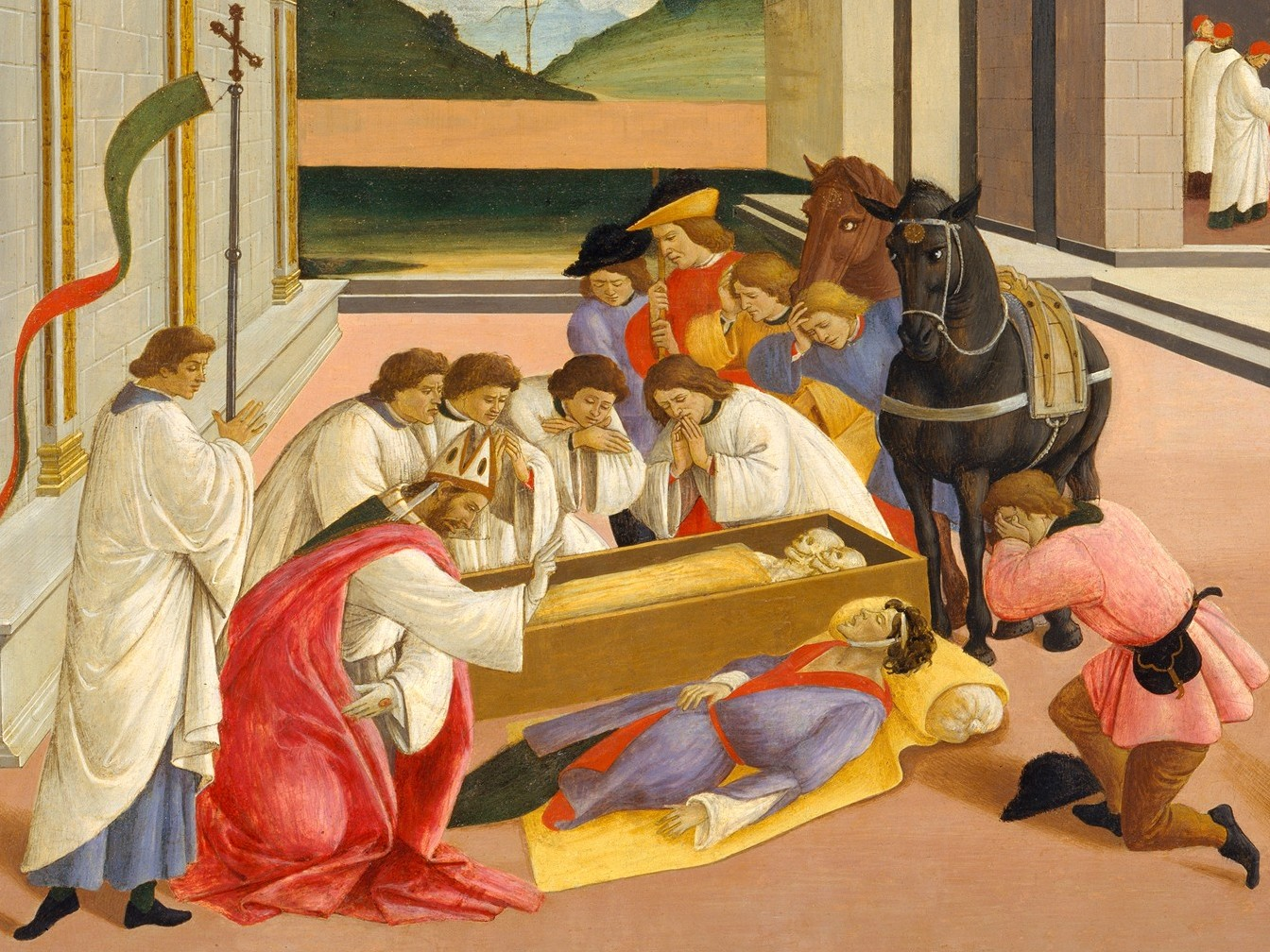
ニューヨークの作品 (部分)

連作は、おそらくフィレンツェの宗教的機関から部屋の周囲の木製パネルに設置するためのものとして依頼された。ドイツの作家、C.F. フォン・ルモールは、1827年にフィレンツェ大聖堂に併設されたサン・ゼノビオ教会に由来すると主張した。しかし、サン・ゼノビオ協会が絵画を所有していた可能性は低いと考えられている。
あるいは、連作は一般の家のためのものであったのかもしれない。依頼者として可能性があるのはフランチェスコ・ディ・ザノビ・ジロラミ（1441–1515年）で、彼の兄弟は1475年にマッツァ修道僧に『聖ゼノビウスの生涯』の執筆を依頼していたのである。ボッティチェッリの聖ゼノビウスの連作はすべて、この著作に密接に従っている。ジロラミ家は聖ゼノビウスの父の子孫であると主張し、聖ゼノビウスの司教の指輪と言われたものを所有していて、聖ゼノビウスに捧げられた2つの礼拝堂を作った。フランチェスコ・ジロラミの息子の2人は、この頃、1497年と1500年に結婚した。ボッティチェッリの連作は、2人の結婚式のうちの1つ、おそらく1500年のザノビ・ジロラミの結婚式のために父親から息子に与えられたスパッリエーラであったのかもしれないと、1984年の記事でエレン・コールマンは提唱した。連作の主題は結婚式を祝う芸術に典型的なものではないが、ジロラミ家の場合、聖ゼノビウスとつながっているという誇りがあり、それがコールマンの主張を十分に裏付けているのかもしれない。
ドレスデンの板絵は1820年代に美術市場に出て、1868年にアルテマイスター絵画館に入った。ロンドンとニューヨークの板絵は、1880年代ごろに、フィレンツェのロンディネッリ・コレクションから由来したものであった。ニューヨークの板絵は英国のコレクションにあったが、1911年にロンドンでメトロポリタン美術館によって購入され、ロンドンの板絵は、1924年にルートヴィッヒ・モンドの遺贈により取得された。

## 状態
4点の板絵の外見はかなり異なり、過去に一部の学者が別の画家によるものであると提唱することにつながった。しかし、相違点は異なる扱い、洗浄、修復から生じたもので、異なる処置により相違点が生まれることを示している。ロンドンの2点の板絵は一番いい状態にあり、洗浄および修復が施されている。ニューヨークの板絵は過去にあまりにも積極的に洗浄されて、色彩が浸出したように見えるため、最も悪い状態にある。 そして、1946年まで中央の場面の骸骨は上塗りの下に隠されていた。ドレスデンの板絵は、単に厚い黄色くなったニスで覆われている。